# Société géologique italienne
La Société géologique italienne (également SGI en sigle) est une association scientifique à but non lucratif dont le but, conformément à l'article 2 de son statut, est le progrès, la promotion et la diffusion des connaissances géologiques, à réaliser à travers des réunions, des congrès, des excursions, des publications et des prix scientifiques. Fondée en 1881, c'est la plus ancienne institution scientifique italienne opérant dans le domaine des sciences de la Terre. Elle est basée à Rome, au département des sciences de la Terre de l'université La Sapienza.

## Histoire
Le projet prend forme, sur initiative de Quintino Sella, lors du deuxième congrès international de géologie qui se tient à Bologne fin septembre 1881. Le 28 septembre, à la bibliothèque de l'archiginnasio, un comité restreint a été nommé, composé, par Sella, Giuseppe Meneghini, Giovanni Capellini, Torquato Taramelli et Carlo De Stefani (it) afin de rédiger un statut, dans lequel auraient été empruntés des principes déjà établis dans l'acte analogue de la Société géologique de France, fondée en 1830. Avec son approbation le 29 septembre, la Société fut inaugurée de nouveau à Bologne le 30 septembre 1881. Elle est érigée en association sans but lucratif par arrêté royal du 17 octobre 1885.
De 1882 à 2010, elle a édité le Bollettino della Società Geologica Italiana, qui a fusionné avec le  Bollettino del Servizio Geologico d’Italia, fondé en 1870, pour former la Revue italienne de géosciences. En 1988, la société a été l’un des fondateurs de la  Commissione italiana di stratigrafia, qui coordonne les activités italiennes dans le domaine de la stratigraphie.
Pour des réalisations scientifiques spéciales, la société décerne des prix nommés d’après les géologues italiens Secondo Franchi (it), Giorgio Dal Piaz (it), Quintino Sella, Giovanni Capellini et Raimondo Selli (it).

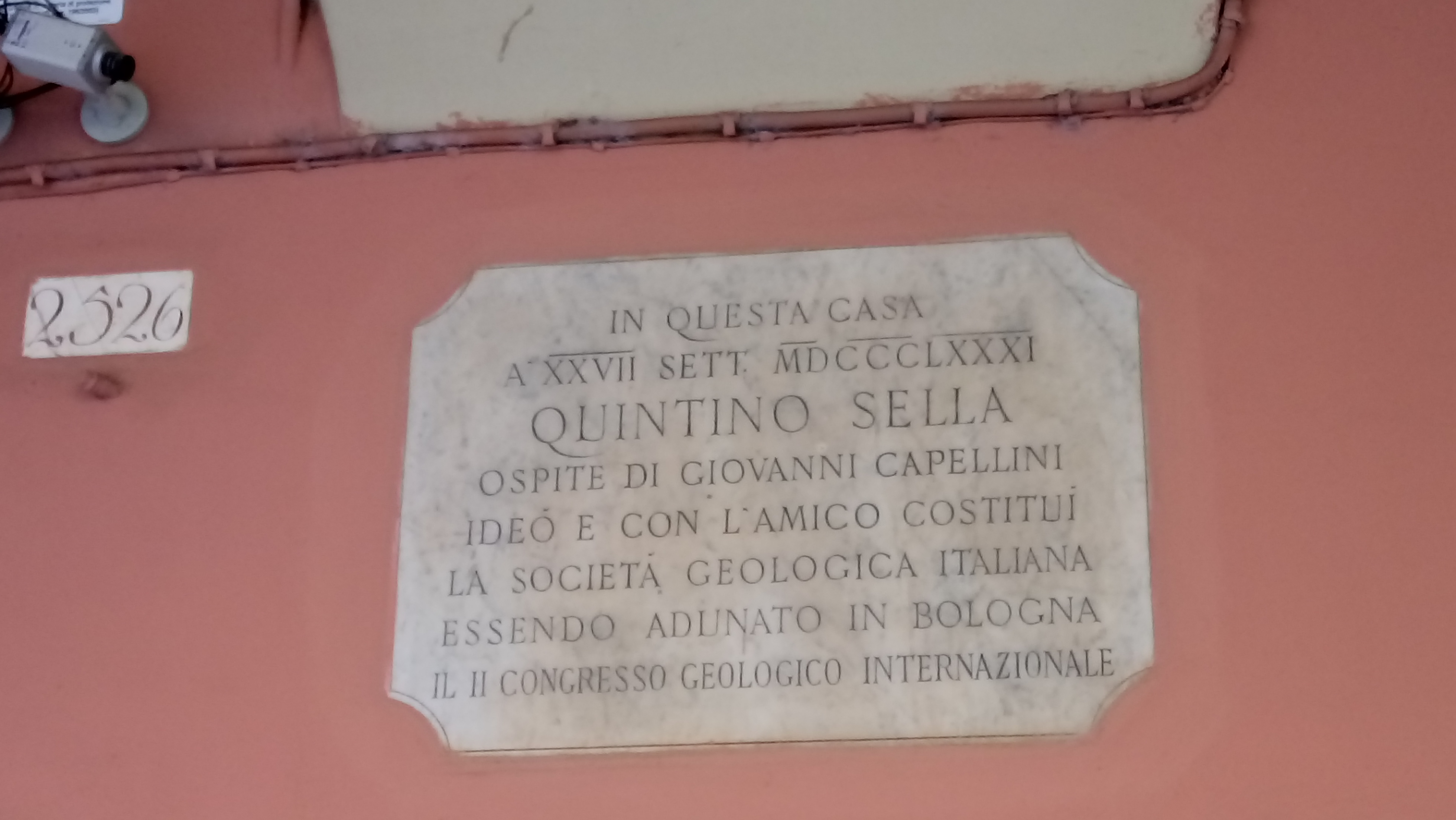
Plaque commémorative de la fondation de la Société géologique italienne, via Zamboni, à Bologne.